# Zooplancton
Zooplanctonul (în greacă plagktos – ceea ce rătăcește) este o parte componentă a planctonului, ce reprezintă totalitatea organismelor animale care populează apele dulci și marine.

## Definiții
- După Crăciun T., Crăciun L.-L. 1989, zooplanctonul este reprezentat de „animale care plutesc în stratul de apă de la suprafata marilor și lacurilor (până la aproximativ 200 de m adâncime)”

## Componență
Zooplanctonul este compus din protozoare, viermi, artropode (crustacee inferioare), moluște (pteropode), larve ale unor animale de fund etc. Zooplanctonul servește, mai ales, ca hrană pentru pește.
Zooplanctonul include 6 grupe de protozoare: foraminifere, acantari, radiolari , tintinide,talomite, actolite
Foraminiferele (foramen = gaură) au o cochilie numită test, calcaroasă, hialină, cu aspect porțelanos ori aglutinată. Deși sunt în general bentonice, au și forme planctonice: globigerinele (Orbulina, Hastigerina). După moarte, testele se depun la fund și formează mâlurile cu globigerine.
Acantarii se remarcă prin dispunerea radiară a spiculilor de sulfat de stronțiu care constituie scheletul. Pot fi găsiți de la suprafață până la 1000 m adâncime.
Radiolarii se caracterizează printr-o căsuță silicioasă acoperită de protoplasmă. În funcție de perforațiile membranei și caracterle scheletului, radiolarii se împart în spumelari (căsuță sferică -Acanthosphaera, Hexacontium; unele sunt coloniale - Collozoum), naselari(orificiu unic și schelet rudimentar) și feodari (dublă capsulă centrală). Radiolarii se hrănesc cu celule vegetale pe care le capturează cu ajutorul pseudopodelor.
Aceste trei grupe sunt incluse în categoria protozoarelor rhizopode, din care mai fac parte amoebele.
Tintinidele aparțin ciliatelor și sunt prevăzute cu numeroși cili. Au o căsuță sau lorică globuloasă, tubuliformă sau cupuliformă. Cilii formează un fel de membrană cu care capturează prada (cocolitoforide, diatomee, dinoflagelate și radiolari).
Talomitele apartin ramelor prevazute cu cili aromati cu grosime de 2 cm.Provin din Serbia si au zoolomite coolomite ceeolomite
Actolitele provin din limba greaca cara inseamna suflet.Ele sunt niste animale marine, femela depunand peste 5 milioane de oua la 24 h.
In fiecare zi, în mări și oceane, prin fotosinteză, iau naștere 5 miliarde de tone fitoplancton, consumat în aceiași zi de către zooplancton.

## Microplanctonul
Microplanctonul (50 μm-1 mm) include metazoare, mai ales larve de crustacee. Cele mai frecvente sunt copepodele (picior în formă de ramă), care se deplasează prin mișcări sacadate determinate de “bătaia” antenelor, perpendiculare pe corp. În bazinele oceanice copepodele constituie cea mai mare concentrare de proteine alimentare datorită populațiilor lor enorme. Sardinele și heringii se hrănesc aproape numai cu aceste crustacee.
Unele sunt erbivore (consumă diatomee) altele sunt carnivore (larve sau copepode minuscule) și au un ritm de creștere remarcabil. Speciile de Calanus, cu dimensiuni de câțiva mm, corp oval, transformă rapid fitoplanctonul în proteină animală și ar putea constitui o resursă de hrană și pentru om.
Copepodele întreprind migrații pe verticală: unele sunt fotonegative (ziua stau în pătura profundă și noaptea se ridică spre suprafață pentru hrănire) iar altele sunt fotopozitive.
În Pacificul de NE s-au înregistrat 15.000 copepode la metru cub de apă de suprafață iar la Murmansk o singură specie atinge un nivel de 28.000 indivizi la mc. Împreună cu formele lor larvare (nauplii și copepodiți) aceste crustacee ajung să constituie până la 90% din zooplancton.
Una din cele mai comune specii de copepode este Calanus finmarchicus, frecventă în mările nordului. Aceasta constituie hrana principală pentru heringi și macrouri. Femelele poartă cu ea ouăle fecundate câteva ore și după un interval de 15 ore este pregătită pentru o nouă fecundare.

## Mesoplanctonul
Mesoplanctonul (1-5 mm) include crustacee copepode, cladocere și ostracode. Cladocerele marine se caracterizează prin antene mari și capacitatea de a incuba ouăle în interiorul carapacei. Una din cele mai comune specii din M.Mediterană este Evadne spinifera, ușor de recunoscut datorită unei prelungiri spiniforme a carapacei. Trăiește mai ales în apele superficiale și se hrănește cu flagelate și diferite larve. Penilia avirostris este un indicator de ape cu salinitate mai scăzută, sub 38‰.
Ostracodele au dimensiuni de câțiva mm iar carapacea are forma unei cochilii din două valve articulate. Se găsesc în ape dulci și marine, atât în plancton cât și în bentos. Genul Conchoecia este cel mai frecvent și abundent în plancton. Speciile de Cypridina sunt luminiscente și ofițerii japonezi le foloseau în timpul ultimului război mondial pentru a descifra mesaje, evitând astfel să apeleze la o lumină puternică.
În afară de crustacee, mesoplanctonul include și chetognate, anelide și moluște.
Chetognatele sunt animale fusiforme și transparente, carnivore. Cel mai cunoscut gen este Sagitta.Sunt indicatoare pentru deplasarea maselor de apă de salinități diferite și sunt folosite pentru detectarea curenților care favorizează răspândirea peștilor.
Polichetele erante fac parte din plancton, cele sedentare și tubicole fiind bentonice. Unele specii bentonice prezintă fenomenul de epitochie: o parte a corpului, care conține ouăle, se detașează și devine planctonică. În largul insulelor Samoa și Fidgi, aceste părți planctonice (ale speciei Eunice palolo) apar la suprafață la apusul soarelui în cantități uriașe iar băștinașii le colectează pentru hrană. Un fenomen asemănător are loc în apele scandinave de NE, în aprilie, la lună plină, cu anelide din genul Nereis.
Moluștele planctonice fac parte din grupul pteropodelor. Dintre acestea, tecosomele au o cochilie. Se hrănesc cu fitoplancton pe care-l aglutinează cu ajutorul mucusului secretat. Sunt răspândite aîn apele tropicale.
Heteropodele sunt gasteropode adaptate la viața pelagică, piciorul este aplatizat. Se deplasează în bancuri în căutarea protozoarelor și diferitelor larve.

## Macroplanctonul
Euphausiile sunt crevete cu lungimea cuprinsă între câțiva mm și 5 cm. În mările polare, Euphausia superba-krilul- care se hrănește exclusiv cu fitoplancton, formează aglomerări enorme care constituie hrana balenelor cu fanoane, a focilor, a numeroase păsări și a peștilor. O balenă în vârstă de doi ani, în greutate de 70t poate ingera 1-1,5 tone euphausii zilnic. Euphausia superba poate furniza o recoltă de 100-500 milioane tone anual în timp ce randamentul întregului pescuit mondial nu depășește 62-66 milioane tone.
Euphausiile se găsesc și în mările mai calde unde întreprind migrații pe verticală; unele ajung la 5000-6000 m adâncime.
Mysidele sunt prezente la adâncimi de la 100 la 1000 m. Femela poartă ouăle într-o cameră incubatoare de la baza apendicelor toracice.
Între crustaceele macroplanctonice sunt cuprinse și câteva amfipode.
Meduzele aparțin la două categorii: unele reprezintă generația sexuată a diferitelor hidrozoare altele sunt scifozoare. Sunt foarte bine adaptate la viața pelagică: corpul lor, transparent, conține 95% apă. Sunt carnivore, își paralizează prada cu ajutorul cnidoblastelor. Unele specii, mai ales dintre cubomeduze, sunt foarte periculoase pentru om.
Physaliile aparțin celenteratelor sifonofore și sunt animale coloniale. Filamentele lor foarte lungi, pline de cnidoblaste, sunt foarte periculoase. Ele fac parte din așa numitul pleuston, grupul de animale care trăiește la suprafața mării.
Alte celenterate planctonice sunt speciile de Velella și Porpita, care au un flotor discoidal sau triunghiular.
Ctenoforele formează o încrengătură diferită de cea a celenteratelor. Au șiruri lungi de cili și le lipsesc nematociștii, în locul acestora fiind prevăzute cu coloblaste sau celule adezive cu ajutorul cărora aglutinează prada. Cele mai cunoscute genuri sunt Pleurobrachia (se hrănește cu copepode și larve de pești), Cestus (cu specia Cestus veneris, centura Venerei) și Beroe (cu aspect saciform).
Tunicierii. În componența planctonului intră larve de ascidii (care sunt sedentare), pirosome, salpe și appendiculare.
Pyrosomele sunt animale coloniale, luminiscente, în general se deplasează pasiv dar și activ datorită unui curent de apă format între sifoane. Hrana lor de bază este microplanctonul.
Salpele, transparente și gelatinoase, formează uneori aglomerări de până la 2500 indivizi la metru cub de apă. Sunt mari consumatoare de fitoplancton și concurează copepodele erbivore.
Appendiculariile secretă un fel de cochilie gelatinoasă și se hrănesc cu nannoplancton.